# Daina Reid
Daina Reid é uma cineasta e atriz australiana, conhecida pela participação na série The Handmaid's Tale. Como reconhecimento, foi indicada ao Primetime Emmy Awards 2019.